# Mouvement MeToo en Chine
Le mouvement #MeToo en Chine (chinois : #WoYeShi) émerge en Chine en 2018, peu de temps après celui aux États-Unis. En Chine continentale, les publications MeToo en ligne ont été ralenties par la censure gouvernementale.

## Historique
En Chine, dans le domaine professionnel et selon une étude de 2018, 70 % des femmes interrogées indiquent faire l’objet de harcèlement.
Dans le sillage du mouvement #MeToo de 2018, la scénariste Xianzi accuse le célèbre présentateur Zhu Jun de harcèlement sexuel et porte plainte. D'autres personnalités, hommes d'affaires ou artistes, sont également publiquement visés par des accusations similaires. Les autorités réagissent en les censurant, réprimant les plaignantes et leurs avocats, tandis que les procès traînent en longueur,.
Le hashtag #MeToo étant censuré sur les réseaux sociaux, les femmes ont alors utilisé des émojis de lapin et de bol de riz ; lapin de riz se prononce mi-tu en chinois.
En juin 2024, Sophia Huang Xueqin, figure du mouvement #MeToo chinois, emprisonnée depuis 2021, est condamnée à cinq ans de prison pour « incitation à la subversion de l’Etat ». De même le syndicaliste Wang Jianbing est condamné à trois ans et six mois de prison pour le même motif.

## Quelques cas médiatisés
En août 2021, la superstar chinoise Kris Wu est arrêté par les autorités chinoises, à la suite d'accusations de viols sur une étudiante de 17 ans. En octobre 2022, il est condamné à 13 ans de prison pour viol.
Le 2 novembre 2021, par son compte Weibo, la joueuse de tennis Peng Shuai accuse de viol Zhang Gaoli, qui a été premier vice-Premier ministre de 2013 à 2018 et membre du Comité permanent du bureau politique du Parti communiste chinois de 2012 à 2017. Son message est censuré peu après.